# 張形

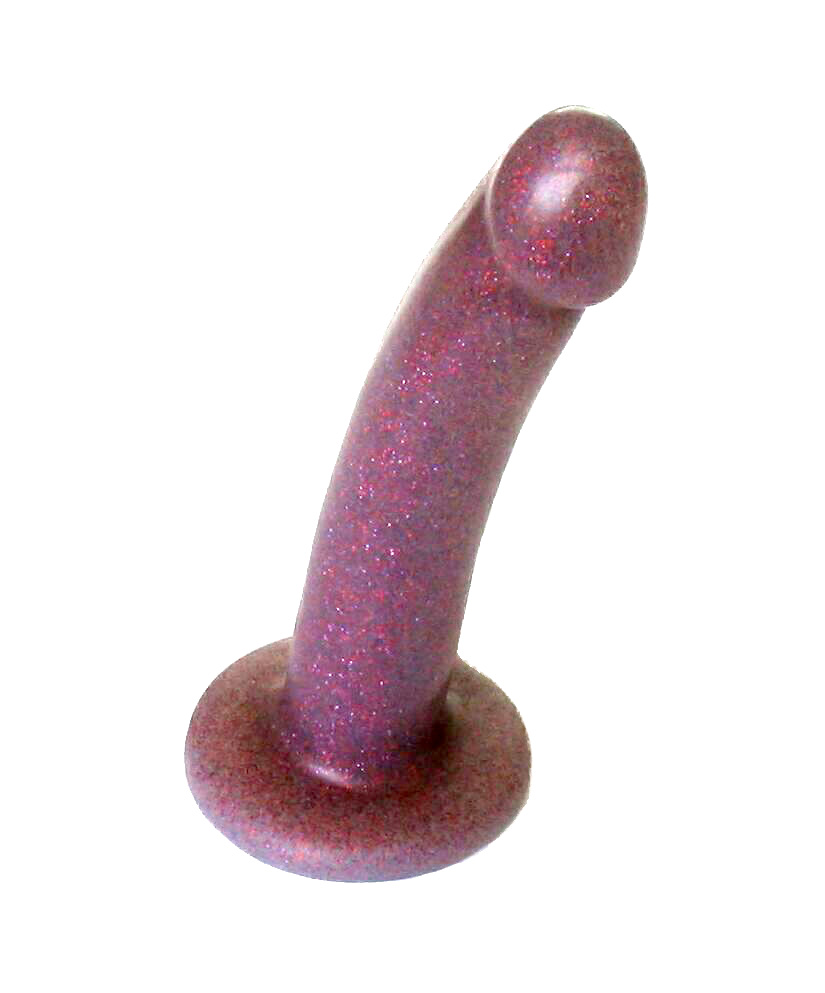
吸盤付きで床や壁などに固定して使用するタイプ ディルド

張形（はりがた）とは勃起した男性器を模した道具。現代の性具としてはディルド (Dildo)、または、コケシに似ていることからコケシとも呼ばれ、勃起した陰茎と同じか少し大きめの大きさの形をしたいわゆる性玩具、大人のおもちゃである。電動モータを内蔵し振動するものを「バイブレーター」（略して「バイブ」）、または「電動こけし」と呼ぶ。

## 歴史

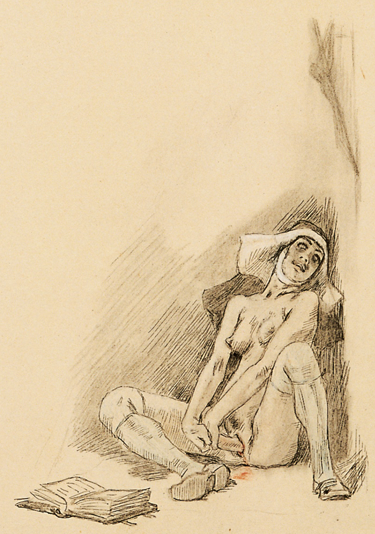
ディルドを使う女性

これら性的用具の歴史は古く、その起源ははっきりしないが、紀元前より権力者の衰えた勃起能力の代用品として、張形と呼ばれる男性生殖器を模した器具が存在していたとみられる。石器時代には既に、そのような用途に用いられた石棒が登場していたと見る説もあるが、処女が初めて性交する際の出血で陰茎が穢れるという考えからそのような器具を使用したとする説もある。

## 用途
男性の陰茎と同様の形状をしており、自慰行為や性行為においてこれを用いる。使用法は主に、女性自身が自慰のために自分の膣へ挿入したり、性行為において男性が女性の膣に入れるなどして使用する。その他、男性自身の自慰行為にも利用される。
1. 男性が自身の衰えた性機能（勃起力）の代用や性的技巧として女性に用いる
勃起機能は男性アイデンティティの根底にあるため、類似する物品は世界各地・様々な時代に存在した。
2. 女性が自慰の道具として用いる
歴史的起源が不明なほど古くから存在していたと見られる。本記事の写真のような物は、江戸時代よりしばしば記録に上っており、大奥では女性自身が求めて使用していたと言われる。
3. 性交の予備段階または性的通過儀礼の道具として用いる
性交経験のない女性（処女）には処女膜があるため、地域によっては処女が初めて性交する際に処女膜が裂けて出血することを避けるために、予め張形を性器に挿入し出血させ、実際の性交時には出血しないようにしていたとされる。同様の発想は中世の欧州一部地域で見られ、童貞と処女がまぐわうことを禁忌と考える文化から使用されたとも考えられている。また初夜権のような風習との関連性も考えられる。

性的な道具として実用に供する張形は、現代では「こけし」または「ディルド」と呼ぶことが多い。膣への挿入時にある冷感を嫌う向きには、材質によっては事前に張型を温めておく事が可能であり、また、内部が空洞になっており、湯もしくは相応の温度を持った物体を内部に入れ込み、張型全体を温めるといった機構を持ったものも見られる。
アダルトビデオなどの映像媒体では、男優によってこうした性具が多用される傾向にあるが、性具を用いて性的に興奮する女性はあまり多くない。特に女性は体内に異物を入れるという行為には敏感であり、強い振動は女性に快感より痛みを感じさせる場合がある。また強い振動で繰り返し使用していると周辺の微細神経を傷付け性感を鈍らせることがあるので、適度な振動に調節して使用することが望ましく、感染症や擦過傷対策には使用の際にコンドームを用いるなど衛生面にも留意することが望ましい。
ただこれらは薬機法上で性具が避妊具などと同種の扱いで、所定の水準を満たす必要があるため、外見が明らかに性具であっても、製品によっては特に使用方法を明記せず「ジョークグッズ」として販売される場合がある。実際に一般に見られるディルドの大半は性具以外の扱いとなっている。そのため「ジョークグッズ」として販売されている製品を性具として使用する場合は自己責任である事を認識する必要がある。

## 仕様

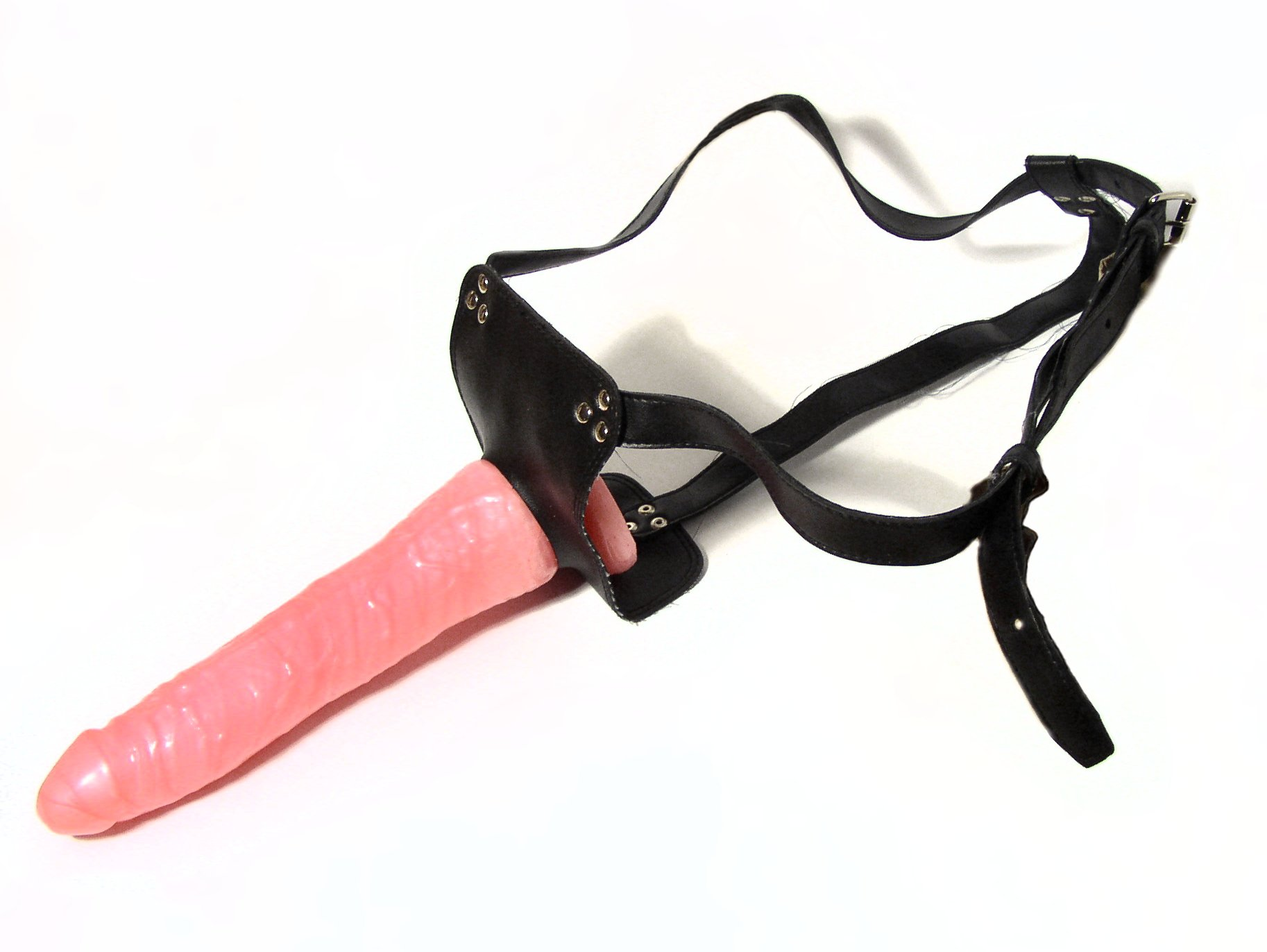
ペニスバンド

本体の材質はシリコーンなどの軟質合成樹脂素材のものや、金属製・ガラス製など様々なものが見られる。形状も陰茎に個人差があるように、様々な大きさ・長さ・色のものが見られ、人体の部分そっくりに着色されたものから、半透明なものや透明なもの、幾何学的な形状をしているもの、イボなどの突起を持つもの、実際にはない巨大なもの、人間以外の動物の性器を実物大で模したもの、人の拳を模したものなどバラエティに富んでいる。
ディルドに小型バイブレータと電池を組み込み振動させる製品もある。これを女性器に密着もしくは挿入して使用する。多くのメーカが、多種多様な商品を製造しており、現在ではIC制御で、動きや振動を調節する事ができる製品もある。（詳しくはバイブレータの項を参照）
- 本体へ付属するものがある製品

1. 吸盤つきで床や壁などに固定して使用するタイプ。
2. 台座付きで床に置いて使用するタイプ。
3. 体に装着して使用するタイプ（ペニスバンド）
通常、女性が陰茎の代わりとして使用。中には太ももや腕に装着できるタイプもある。変わったものとしては風邪のマスクのように耳からかけて顎先に装着して使うものもある。
4. 液体を噴出するタイプ
吸盤を取り外し、陰嚢を模ったポンプに専用のローションを入れて使う。陰嚢部を押すとローションが射出される。[2]

## 保存方法
使用後しっかりと水洗いしたあと水気を切って乾燥させる。電動のものは水洗いすると内部に浸水して故障の原因になるので、水で湿した布で綺麗に拭く。

## 日本

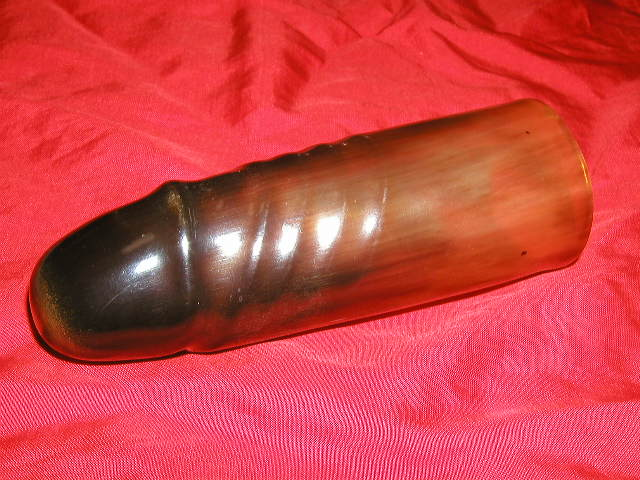
鼈甲製の張形
日本では江戸時代に大奥で使われていたとされる。中が空洞になっており、湯に浸した綿を詰め、人肌に温めて利用したという。

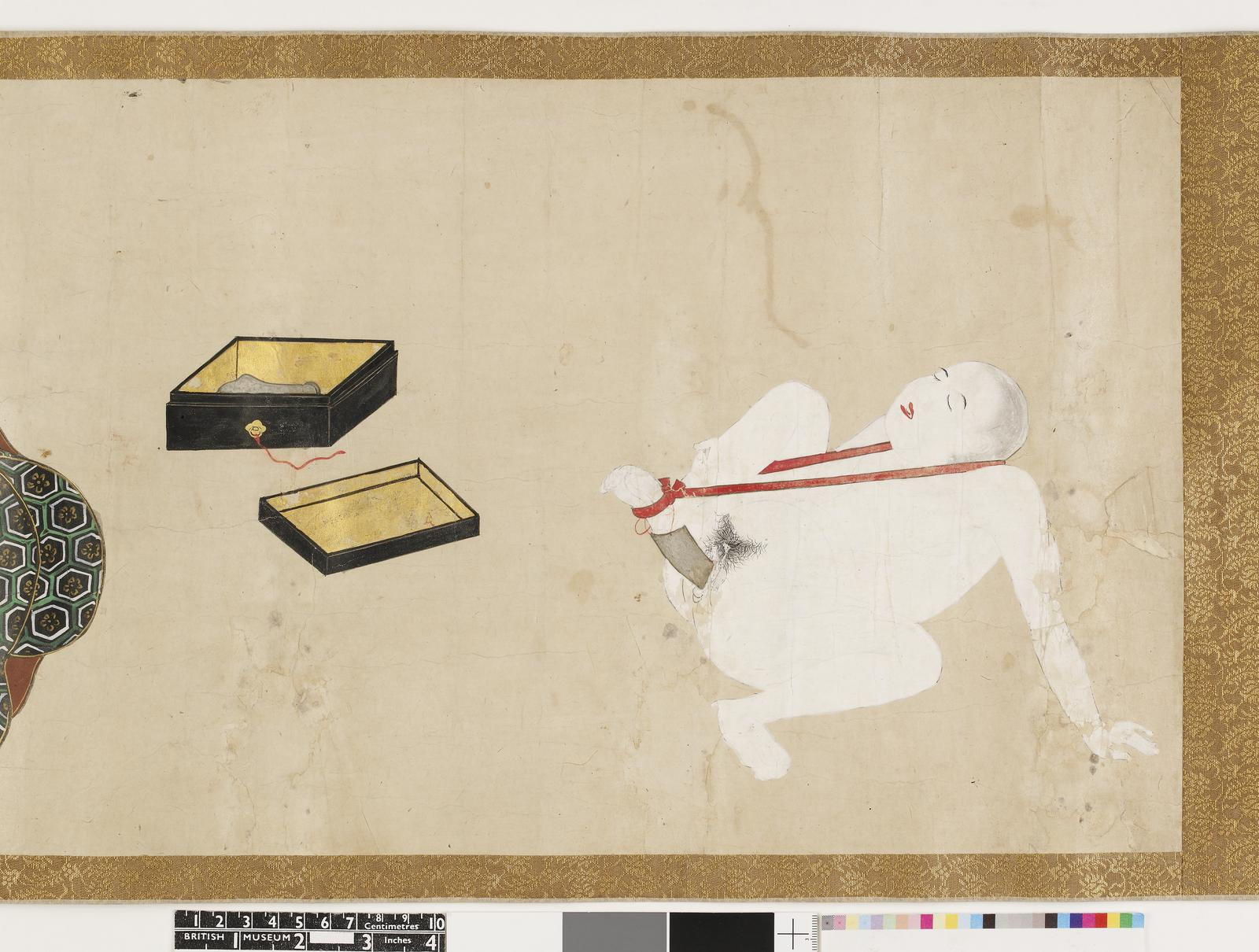
張形を用いて自慰にふける尼。作者未詳。

記録に残る日本最古の張形は、飛鳥時代に遣唐使が持ち帰った青銅製の物が大和朝廷への献上品に含まれていたという記述があり、奈良時代に入ると動物の角などで作られた張り形が記録に登場している。
江戸時代に入ると木や陶器製の張り形が販売され一般にも使われ始めた。浮世絵春画においては、その誕生当初から性具としての張形が、女たちが自身で選び、買い、使うものとして登場し、田中優子はこの点が日本の「張形文化」の大きな特色であるとする。大奥など男性禁制の場において奥女中が性的満足を得るために使用する例も見られた。『好色一代男』には大名家の奥向きの女性が部下の女性により長く太い張形を買いに行かせる話が登場する。江戸時代には陰間もしくは衆道という男色の性文化が存在し、キリスト教的文化圏と違って肛門性愛に対するタブーが存在しなかったため、女性用だけでなく男性が自分の肛門に用いることもあった。
明治に入ると近代化を理由に取り締まり対象となり、多くの性具が没収され処分された。売春そのものは禁止されていなかったために、性風俗店での使用を前提とした性具は幾度も取り締まられながらも生き残っていった。しかし終戦を迎えた1948年の薬事法改正から厚生大臣の認可が必要となった。そのためそれまで認可されていない性具は販売が不可能となった。そこで業者は張形に顔を彫り込んで「こけし」もしくは「人形」として販売を行なうこととなった。そのため日本の性具は人、もしくは動物の顔が造形されるようになった。そのため形状の似ている「こけし」という名称が使用された。また電動式のものは「マッサージ器」もしくは「可動人形」「玩具」として販売されている。インターネットの発達にともない規制の少ない海外製品も個人で購入できるようになったために、現在では顔のあるものは減ってきており、「ジョークグッズ」の一種として扱われることが多い。
日本初の公許されたセックスショップとされる桜木町 (横浜市)の性薬店「あか船薬舗」（1929年に加茂寛龍（加茂正雄の甥）が開業）は、第二次大戦末期に軍医の依頼で陰部の負傷兵向けの性具「助け舟」（ゴムの輪でペニスを固定するもの）を開発製造し、GHQ占領期にマッカーサーが視察に訪れたことで海外でも有名となり、朝鮮戦争時には留守宅の妻や恋人用に自分サイズの張形を求める米兵からの注文が急増し、米軍からは傷病兵用に「助け舟」の注文もあったという。

### 信仰の対象
日本では特に男性外性器の形のものをさすことが多い。陽物崇拝では、子孫繁栄を願ったお守りとしても用いられた。現在の日本でも、木製の巨大な男性器像が神社に祭られている場合がある。たとえば神奈川県のかなまら祭は男根を模した神輿が練り歩く奇祭として知られ、毎年4月第一日曜日に行われている。日本国外でもよく知られ、国内外から、梅毒やエイズの等の性病の難を避ける祈願で観光客を集めている。
この他にも地域信仰で体の悪い所（手足や耳・鼻といった部分）を模した木製の奉納物を神社に収める風習も見られ、古代のアニミズムにその源流を見出す事ができる。これらの人体の模造品は、その機能を霊的なものとしてシンボル化したり、または霊的な災い（祟り）による病気を代わりに引き受けてくれるものとして扱われた。